# 黑尾艾蛛
黑尾艾蛛（学名：Cyclosa atrata）为园蛛科艾蛛属的动物。分布于日本以及中国大陆的河南、安徽、四川、湖南、湖北、浙江、广西、贵州、云南等地，多见于茶园及灌木丛、山路林边、溪边，有时见于稻田。该物种的模式产地在日本。